# Susanne (film, 1950)
Pour plus de détails, voir Fiche technique et Distribution.
Susanne est un film danois réalisé par Torben Anton Svendsen, sorti en 1950.

## Fiche technique
- Titre : Susanne
- Réalisation : Torben Anton Svendsen
- Scénario : Fleming Lynge d'après le roman de Johannes Buchholtz
- Musique : Hans Schreiber
- Photographie : Verner Jensen
- Montage : Edla Hansen (en)
- Société de production : Nordisk Film
- Pays de production :  Danemark
- Genre : Drame et romance
- Durée : 99 minutes
- Date de sortie : 
  - Danemark : 24 mars 1950

## Distribution
- Rasmus Christiansen : le boulagner Albert Drewes
- Ellen Gottschalch : Andrea Drewes
- Astrid Villaume : Susanne Drewes
- Lis Løwert : Helene Drewes
- Ib Schønberg : le propriétaire de l'hôtel Sander Riis
- Erik Mørk : Hakon Riis
- Knud Almar : l'armateur Magnus Hallenberg
- Katy Valentin : Louise Hallenberg
- Preben Neergaard : Otto Hallenberg
- Bjarne Forchhammer : le chef de la police Carl Herfurth
- Karin Nellemose : Jutta Herfurth
- Birgitte Federspiel : Doris Rudholt
- Knud Heglund : le responsable administratif Simonsen
- Albert Luther : le surveillant général Christoffersen

## Distinctions
Le film a reçu 2 Bodils, celui du meilleur film, celui du meilleur acteur pour Erik Mørk et celui de la meilleure actrice Astrid Villaume.